# Seznam nemških inženirjev
Seznam nemških inženirjev.

## B
- Franz Xaver von Baader (1765–1841)
- Julius Carl Bach (1847-1931)
- Oskar Barnack
- Gustav Bauer (inženir)
- Karl Maximilian von Bauernfeind (1818-1994)
- Karl Becker
- Carl Benz (1844-1929)

- Robert Bosch (1861-1942)
- Wernher von Braun (1912-1977)

## D
- Gottlieb Daimler (1834-1900)
- Rudolf Diesel (1858-1913)

## F
- Werner Fischer
- Heinrich Focke (1890-1979)

## G
- Hermann Friedrich Graebe (1900-1986)

## H
- Ernst Heinkel (1888-1958)
- Carl Humann  (1839-1896)
- Hellmuth Hirth (1886-1938)

## J
- Hugo Junkers (1859-1935)

## K
- Paul-Werner Krapke (1915–2011)

## L
- Eugen Langen
- Fritz Leonhardt (1909-1999) (konstruktor mostov)
- Carl Linde (1842-1934)
- Alexander Lippisch (1894-1976)

## M
- Siegfried Marcus (1831-1898)
- Karl Maybach
- Wilhelm Maybach (1846-1929)
- Wilhelm Messerschmitt (1898-1978)

## N
- Ernst Neufert (1900-1986)

## O
- Wilhelm von Opel
- Niklaus Otto (1832-1891)

## P
- Ferdinand Porsche

## R
- Wilhelm Conrad Röntgen (1845-1923)
- Arthur Rudolph (1906–1996)

## S
- Ernst Werner von Siemens (1816-1892)

## T
- Fritz Todt (1891–1942)
- Klaus Traube (1928-2016)

## W
- Hellmuth Walter (1900-1980)
- Felix Wankel (1902-1988)

## Z
- Konrad Zuse (1910–1995)